# Ed Bogaard
Ed Bogaard ist ein niederländischer klassischer Saxophonist und Musikpädagoge.
Bogaard gehört zu den Gründungsmitgliedern des Nederlands Saxofoon Kwartet (mit Leo van Oostrom, Adri van Velsen und Alex de Leeuw), mit dem er mehrere CDs aufnahm. Er unterrichtete Saxophon an den Konservatorien von Amsterdam, Utrecht, und Groningen und am Lemmens-Institut in Löwen. Zudem wirkte er als Gastdozent in Warschau, Posen, Rom, Oslo und Göteborg. Zu seinen Schülern zählen u. a. Arno Bornkamp, Sander Germanus, Johan van der Linden, Henk van Twillert, Stephan Vermeersch und Magdalena Łapaj. Krzysztof Knittel widmete ihm seine Sonata da camera nr 7 für Tenorsaxophon und Liveelektronik.